# Kumble R. Subbaswamy

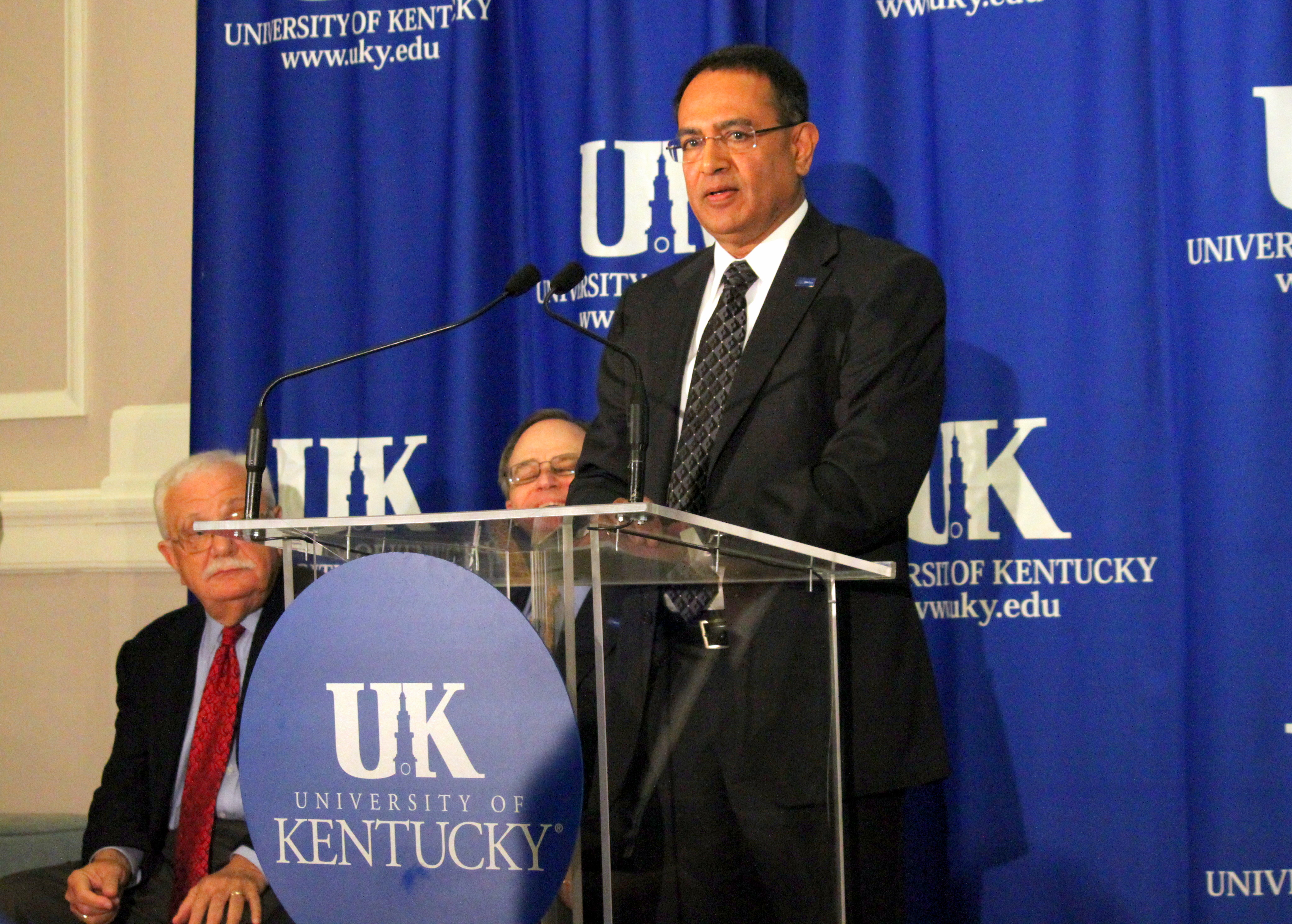
Kumble R. Subbaswamy, 2011

Kumble R. Subbaswamy (* in Bangalore, Karnataka) ist ein US-amerikanischer Physiker und Hochschulbeamter indischer Herkunft. Seit 2012 ist er Kanzler der University of Massachusetts Amherst.

## Leben
Subbaswamy studierte Physik an der Bangalore University und erhielt dort 1969 einen Bachelor of Science mit Auszeichnung. Anschließend setzte er sein Studium an der University of Delhi fort und erhielt dort 1971 einen Master of Science. 1976 promovierte er in den Vereinigten Staaten an der Indiana University in Bloomington, Indiana. Nach seiner Promotion war er von 1976 bis 1978 Research Associate am Department of Physics der University of California, Irvine. 1978 erfolgte seine Berufung an die University of Kentucky in Lexington, Kentucky, wo er von 1978 bis 1982 als Assistant Professor, von 1982 bis 1988 als Associate Professor und von 1988 bis 1997 als Professor lehrte. Neben seiner Lehrtätigkeit war Subbaswamy von 1991 bis 1993 Associate Dean des College of Arts & Sciences und von 1993 bis 1997 Vorsitzender des Department of Physics & Astronomy der Universität. Von 1997 bis 2000 lehrte er als Professor am Department of Physics der University of Miami in Coral Gables, Florida und war gleichzeitig Dean des College of Arts and Sciences der Universität. Von 2000 bis 2006 war er Professor am Department of Physics der Indiana University und fungierte hier ebenfalls gleichzeitig als Dean des dortigen College of Arts and Sciences. 2006 kehrte an die University of Kentucky zurück und lehrte bis 2012 als Professor. Des Weiteren war er von 2006 bis 2012 Provost der Universität und von 2007 bis 2012 Executive Director der University of Kentucky Research Foundation (UKRF). Seit 2012 ist Subbaswamy Professor am Department of Physics and Astronomy der University of Massachusetts Amherst und bekleidet das Amt des Kanzlers der Universität.
1992 wurde er zum Fellow der American Physical Society gewählt, 2021 zum Mitglied der American Academy of Arts and Sciences.

## Veröffentlichungen (Auswahl)
Bücher
- G.D. Mahan, Kumble R. Subbaswamy: Local Density Theory of Polarizability (Plenum Press, New York, 1991)

Beiträge in Sammelwerken
- D.L. Mills, Kumble R. Subbaswamy: Surface and Size Effects on the Light Scattering Spectra of Solids. In Emil Wolf (Hrsg.): Progress in Optics, Band 19, Amsterdam, 1981.
- Kumble R. Subbaswamy: Nonlinear Optical Constants of Alkali Halide Crystals In R. W. Grimes, C. R. A. Catlow, A. L. Shluger (Hrsg.): Quantum Mechanical Cluster Calculations in Solid State Studies, World Scientific, Singapore, 1992.
- M. Menon, Kumble R. Subbaswamy: Covalent Bonding between Fullerenes. In Peter C. Eklund, Apparao M. Rao (Hrsg.): Fullerene Polymers and Fullerene Polymer Composites, Springer, Berlin, 2000.